# Antillopsyche mexicana
Antillopsyche mexicana is een fossiele soort schietmot uit de familie Dipseudopsidae.